# Rúbaň
Rúbaň (před rokem 1948 Fyr, maďarsky Für) je obec na Slovensku, v Nitranském kraji v okrese Nové Zámky. Žije v ní 901 obyvatel.

## Historie
Obec se poprvé připomíná k roku 1268, kdy již měla románský kostel, do 14. století patřila k panství kláštera benediktinů, roku 1397 byla zřízena fara, filiální k farnosti v Dubníku. Začátkem 16. století patronát nad kostelem získali premonstráti, panství se dělilo mezi rodiny Balogh, Csúzy und Palásthy, rodina Újfaluši (Újfalussy) se přiklonila ke kalvínské církvi. Obec těžce poškodili osmanští Turci. Kalvínská farnost byla zrušena z podnětu zeměpána Imricha Akácse a od konce 17. století byla ves opět výhradně římskokatolická. Na panství se od roku 1887 vystřídali různí vlastníci.

## Přírodní poměry
Obec leží v Pohronské pahorkatině, v jižní části Podunajské nížiny. Protéká jí potok Paríž, který je přítokem Hronu. Nejbližšími sídly jsou město Dubník na severu, obec Svodín na východě, Strekov na jihu a Pribeta na západě. Na okraji vesnice leží chráněný areál Rúbaniansky park.

## Pamětihodnosti
- Kostel svatého Imricha je jednolní novorománská stavba s pětibokým presbytářem a věží v průčelí byla postavena roku 1908 na základech středověké stavby, zničené požárem z roku 1890. Z e staršího zařízení zůstal jen barokní oltářní obraz modlícího se sv. Imricha z 18. století.Polychromovaná barokní sousoší Piety bylo přeneseno ze Šaštína. Boční oltář Srdce Ježíšova je z roku 1913. Malba Poslední večeře Páně na vítězném oblouku je z roku 1967. Varhany postavila vídeňsko-severomoravská firma Rieger v osmdesátých letech 19. století.
- Zámek je klasicistní stavba ze druhé poloviny 18. století. Dala jej postavit rodina Horváthyů z Disznósu a přiléhá k němu někdejší hospodářské stavení. Roku 1830 zámek přestavěli Jankovičové. Okolo roku 1910 jej koupil budapešťský bankéř Filip Weisz. S jeho vnučkou se oženil hrabě Aladár Zichy ze Surdu, který panství vlastnil až do roku 1945. Dále jej využila UNRRA jako sklad. Od roku 1960 zde sídlil charitní domov. Z původního zařízení se dochoval jeden krb z černého mramoru s bohatou reliéfní výzdobou.[3]

## Partnerská obec
- Dömsöd, Maďarsko

## Galerie

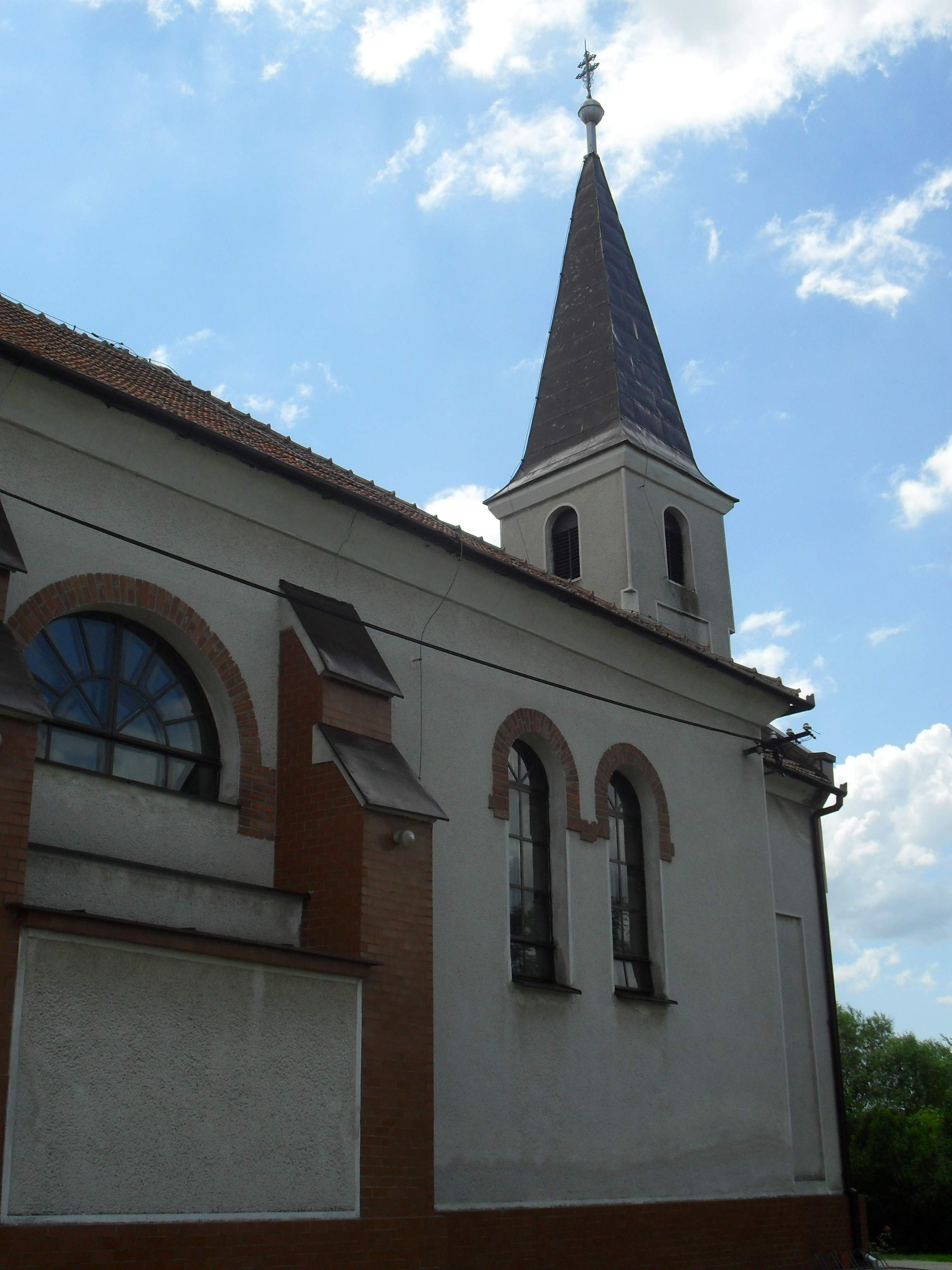
Kostel sv. Imricha
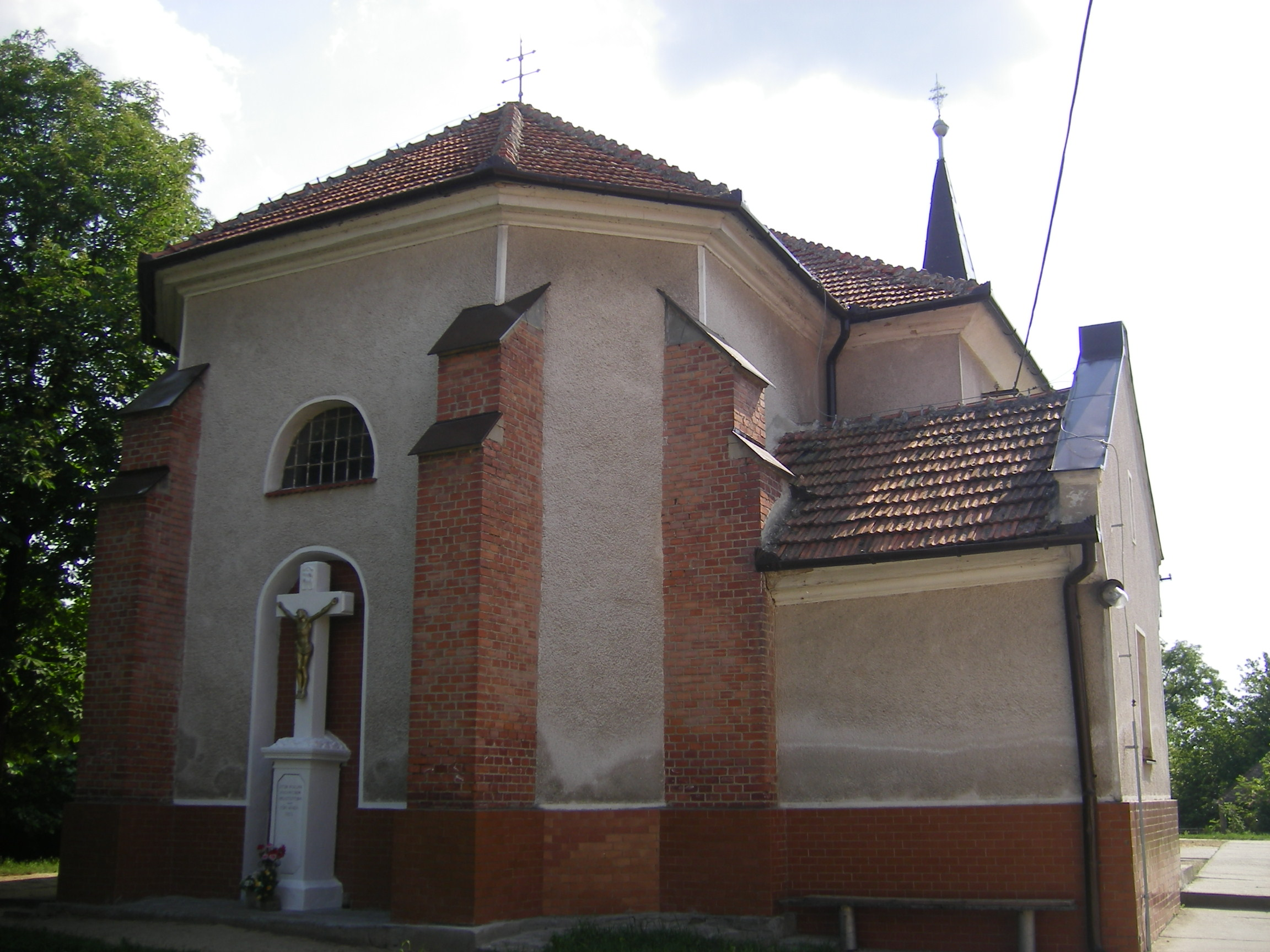
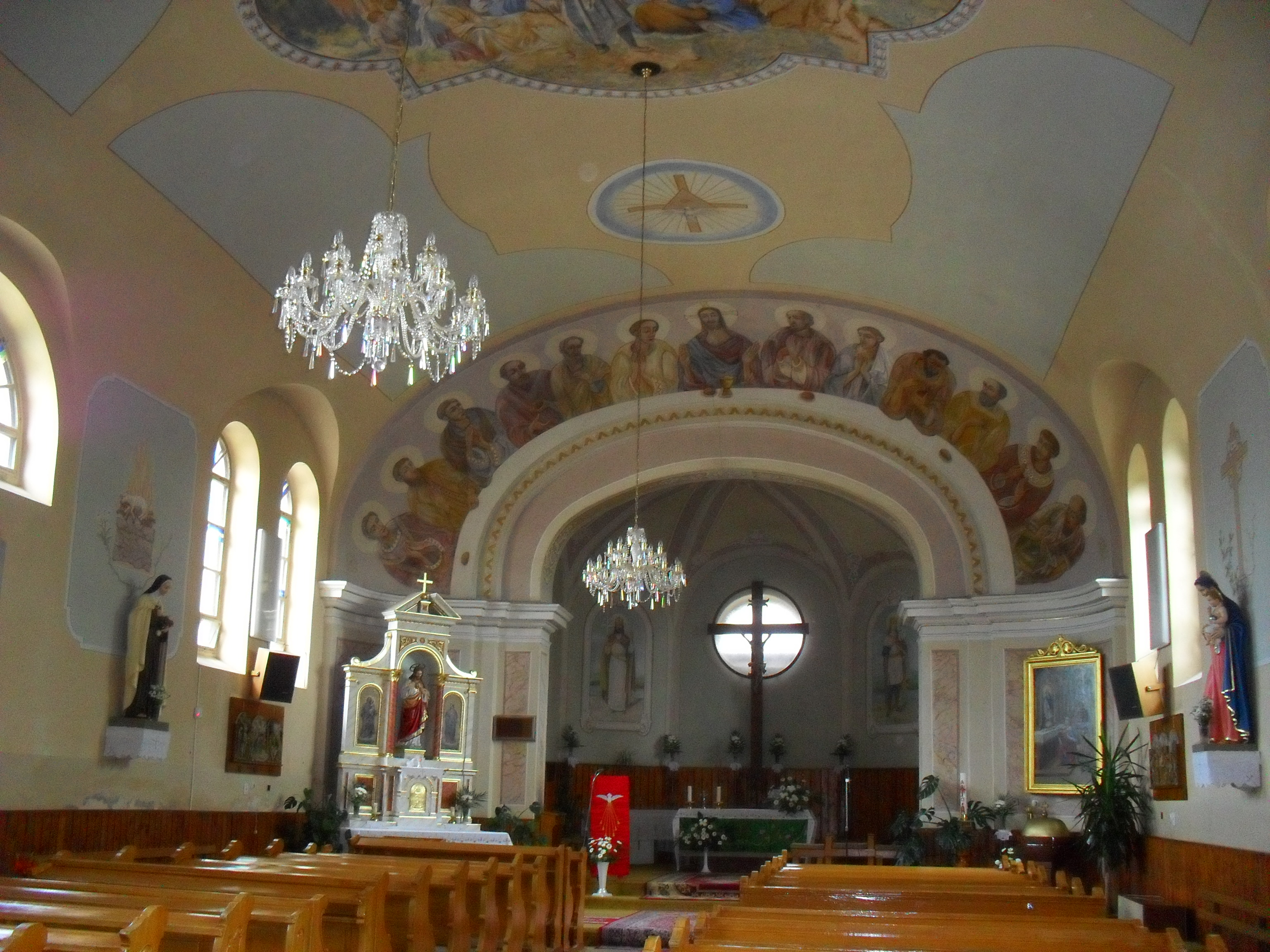
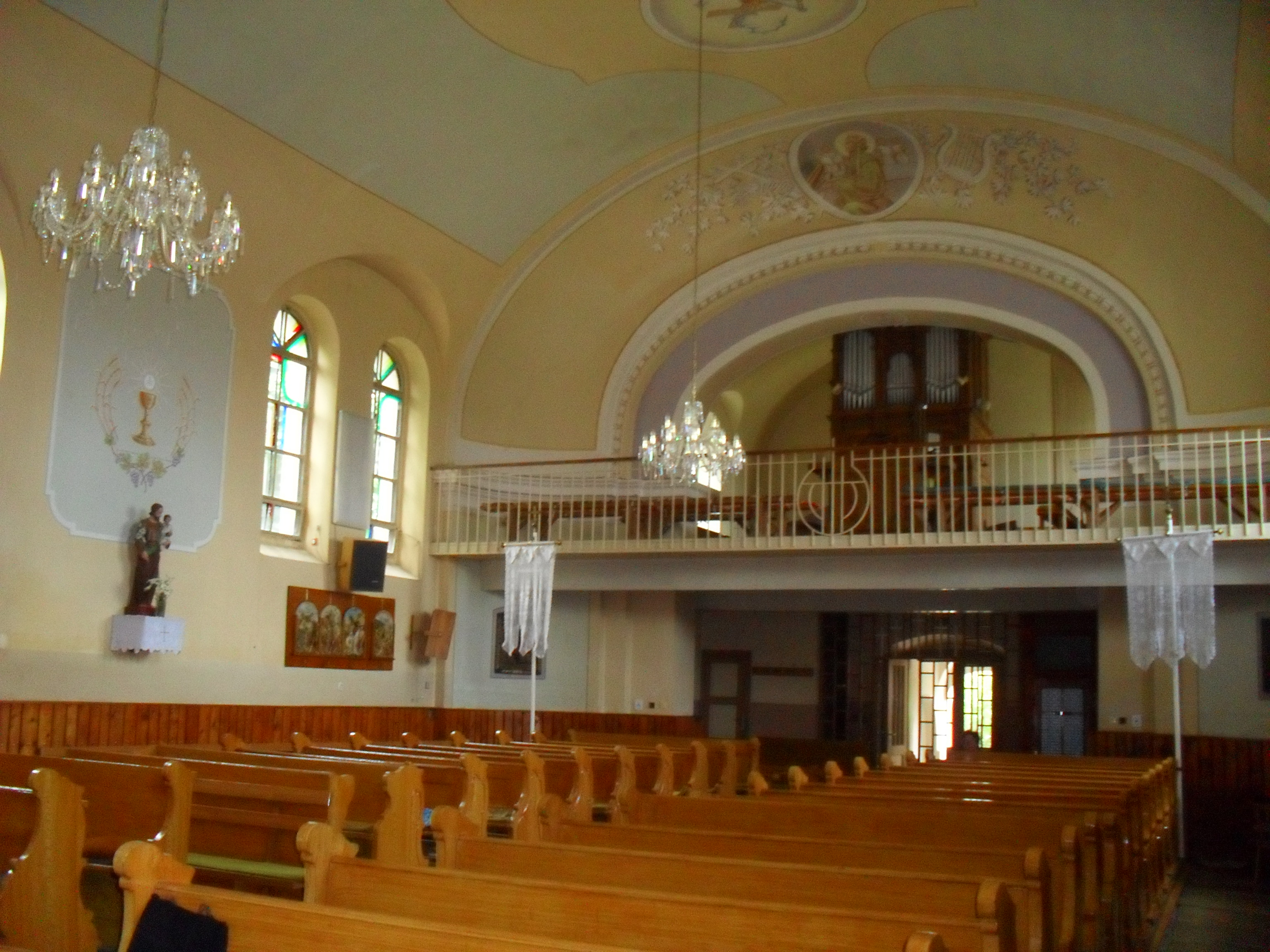
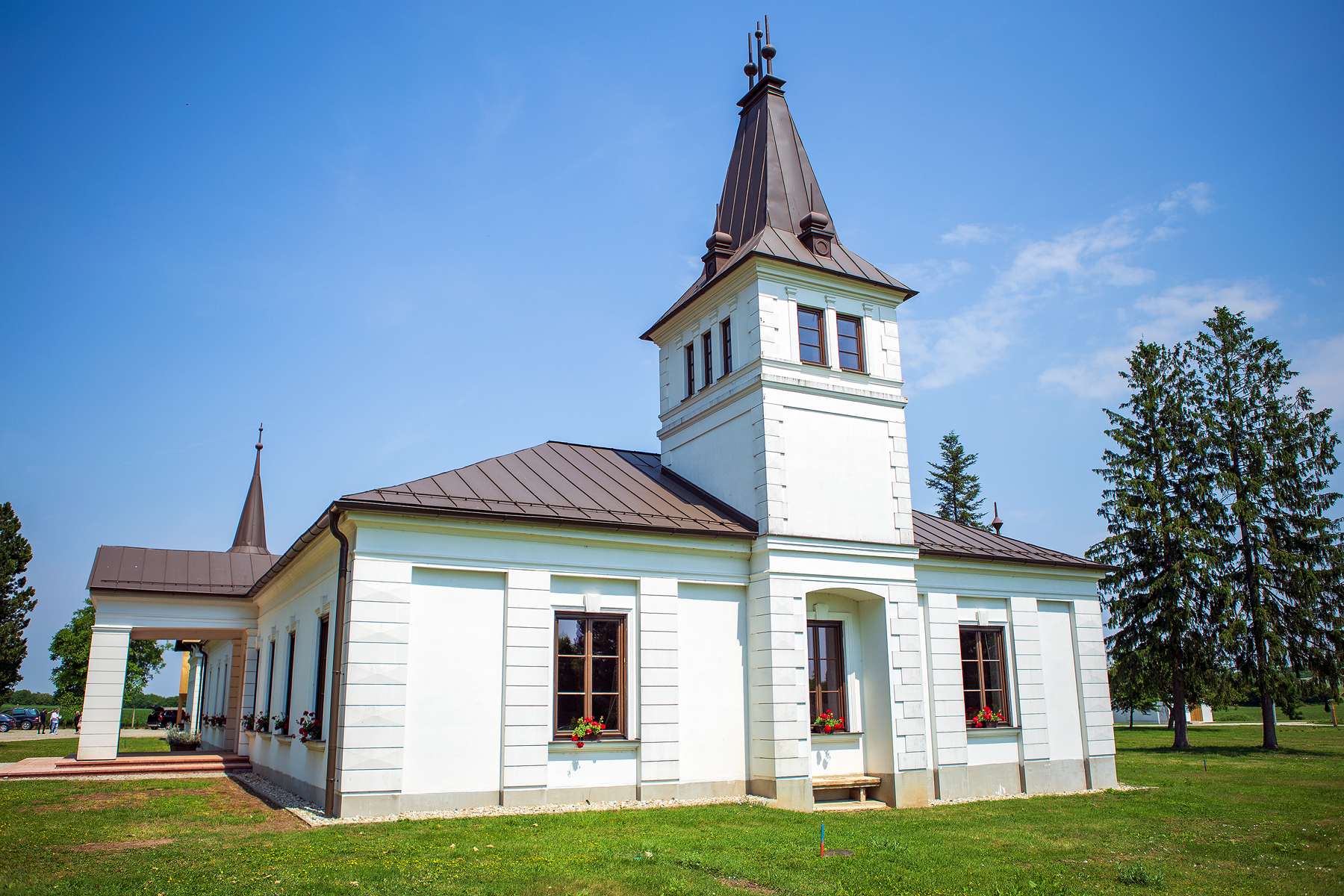
Zámek
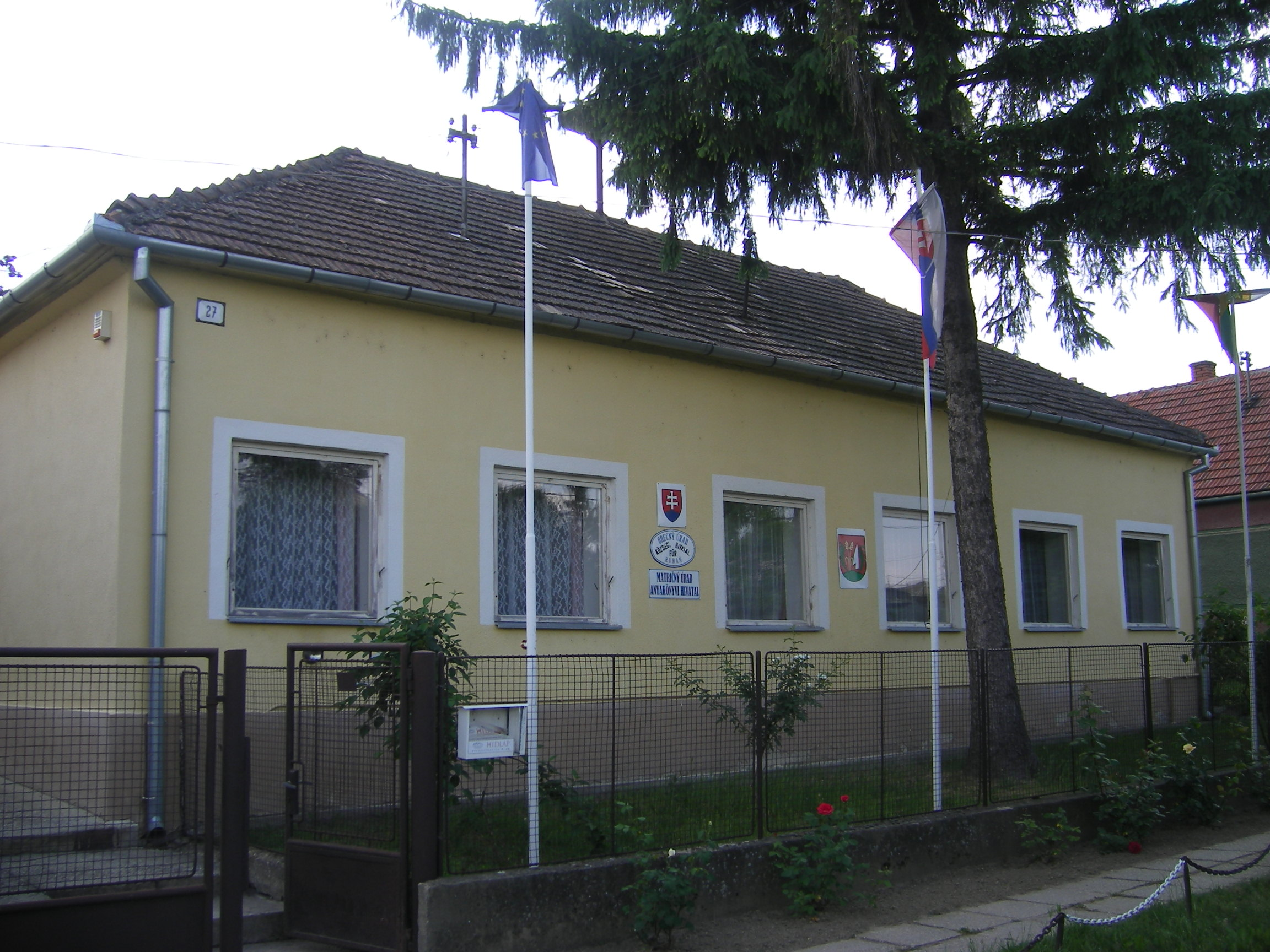
Obecní úřad
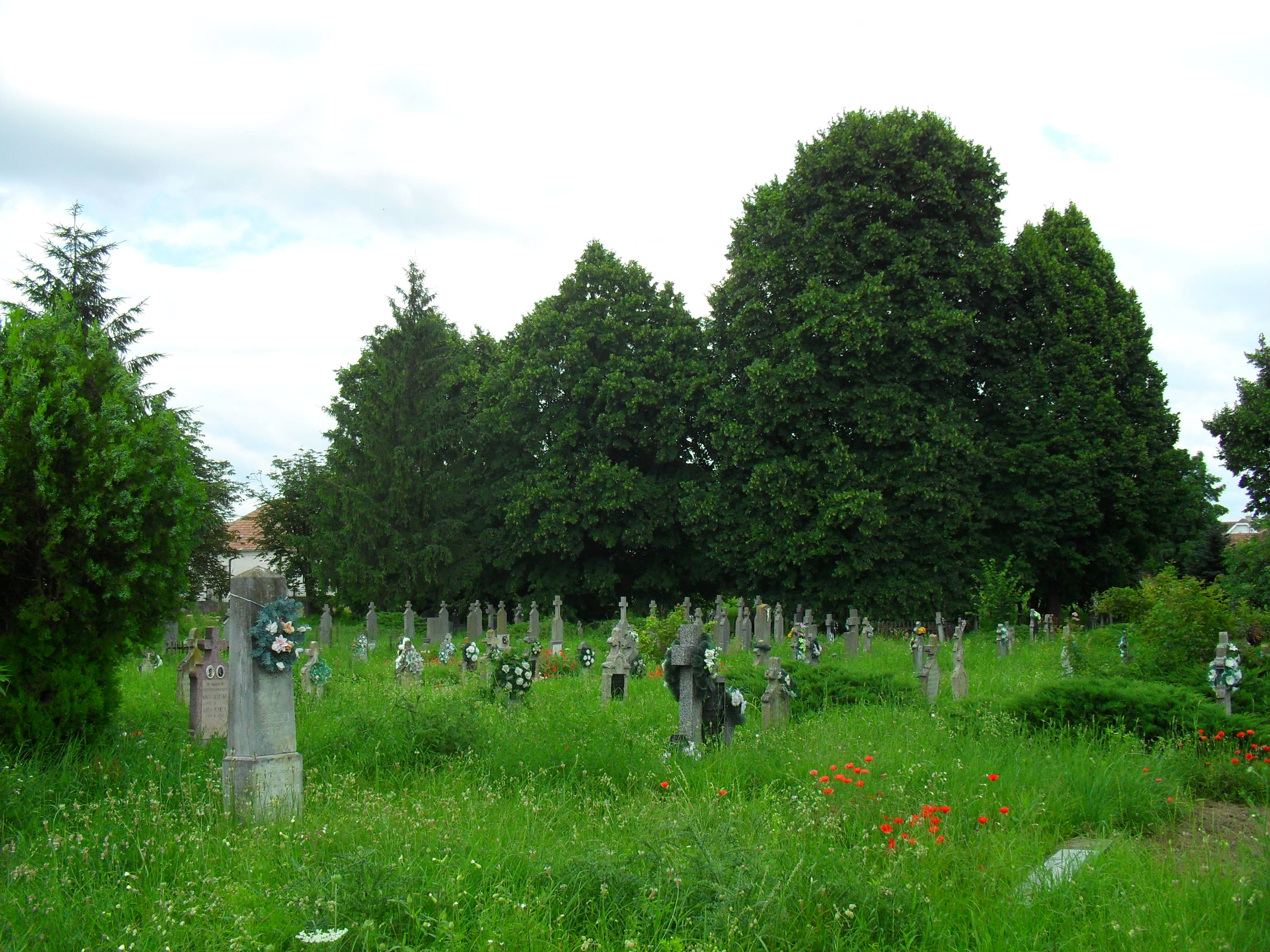
Starý hřbitov
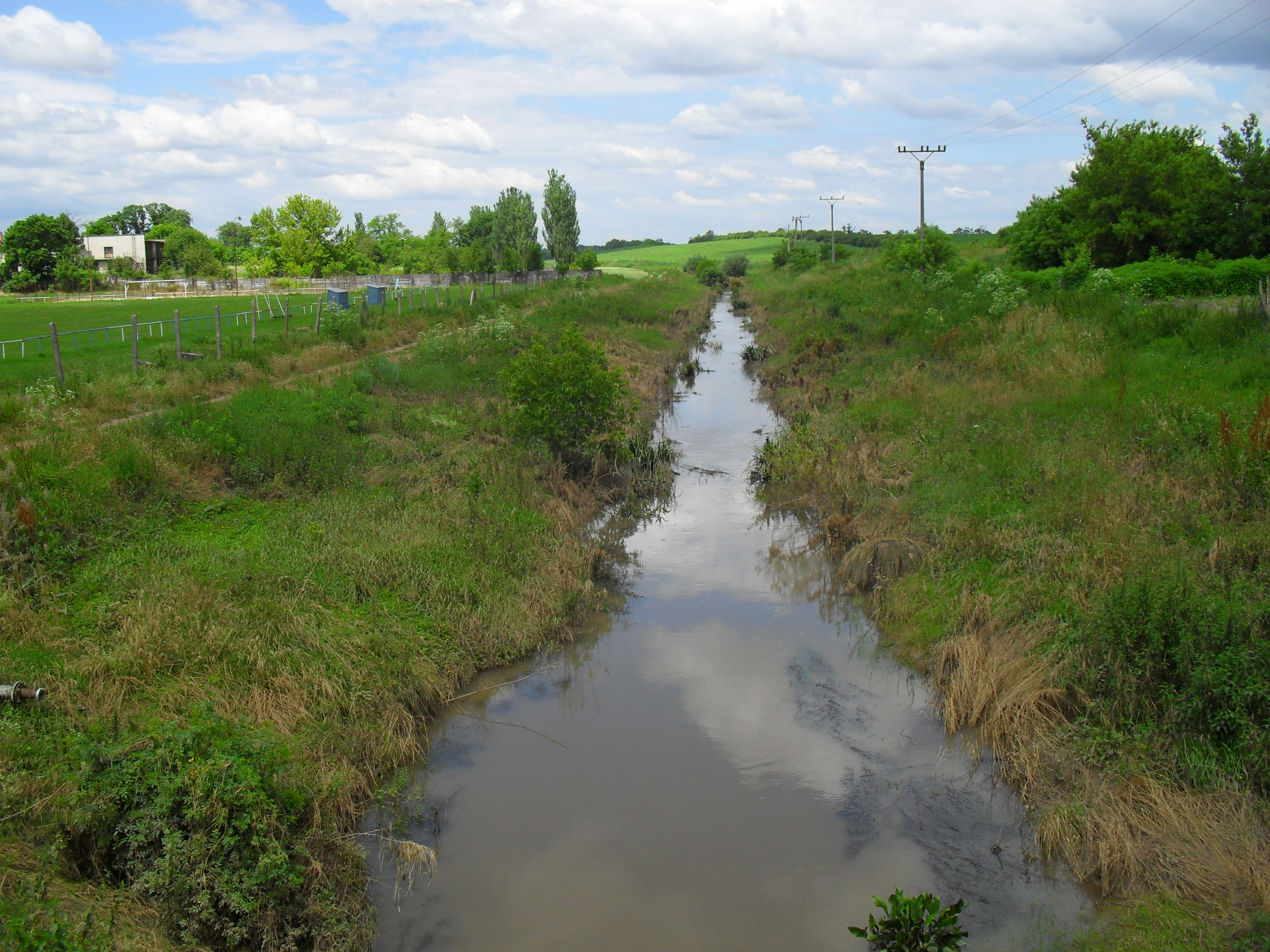
Potok Paríž
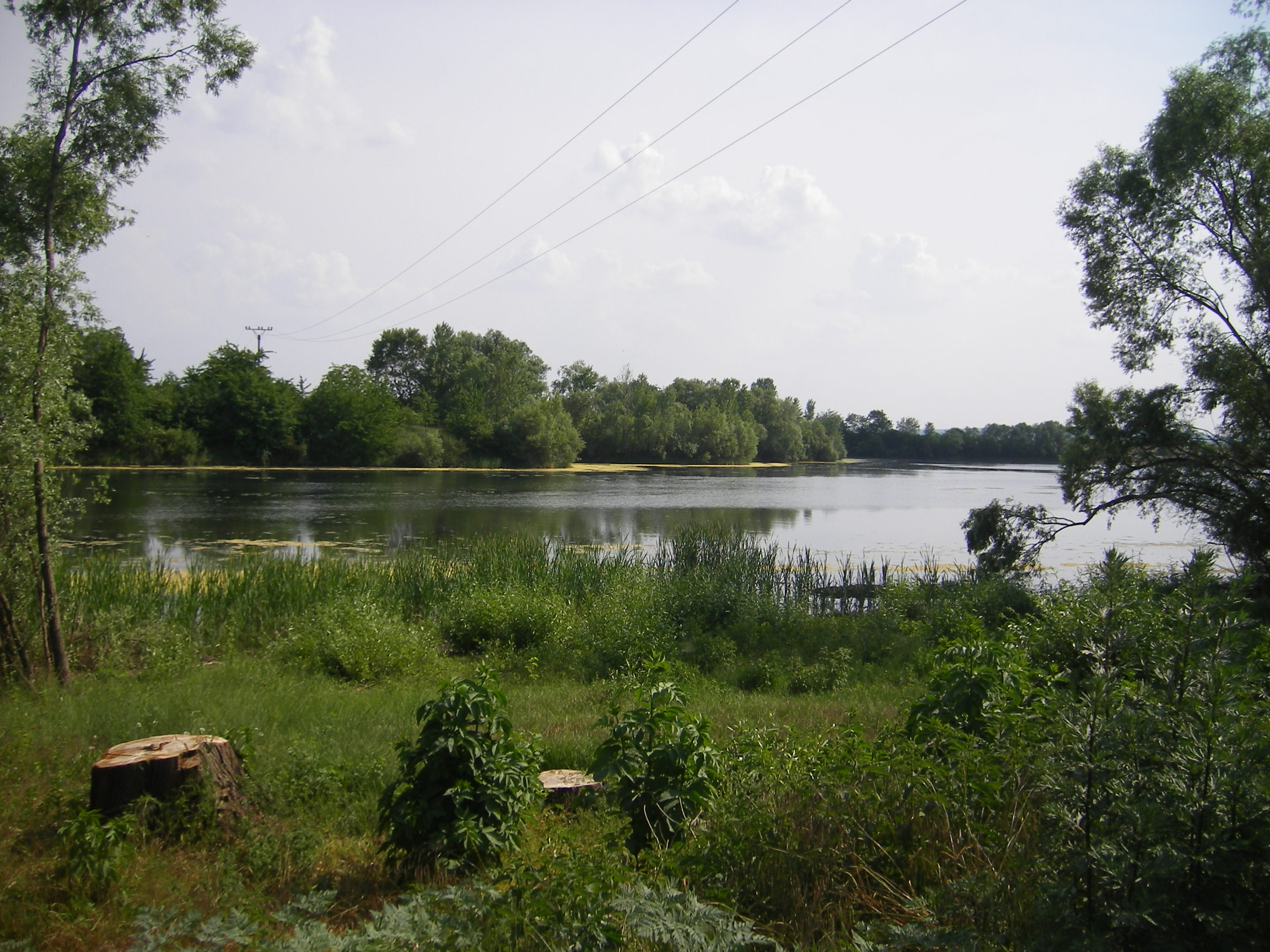
Vodní nádrž